# Liptena fontainei
Liptena fontainei är en fjärilsart som beskrevs av Henry Stempffer 1974. Liptena fontainei ingår i släktet Liptena och familjen juvelvingar. Inga underarter finns listade i Catalogue of Life.